# Dolichotachina
Dolichotachina is een vliegengeslacht uit de familie van de dambordvliegen (Sarcophagidae).

## Soorten
- D. marginella (Wiedemann, 1830)